# BancoPaz
BancoPaz (Scorched) è un film statunitense diretto dall'attore e regista Gavin Grazer.
La pellicola uscì nel 2002, ma venne proiettata nei cinema statunitensi solo nel 2003, dopo aver ricevuto un certo consenso di critica e di pubblico in Europa. Nelle sale italiane è arrivata nell'agosto 2004.

## Trama
Alla Desert Savings Bank ci sarà una rapina. A perpetrare il delitto sarà uno dei suoi impiegati, all'interno di un manipolo di sfigati e nevrotici bancari che progetterà la rapina ognuno a modo suo e all'insaputa degli altri. Sheila, impiegata nevrotica e insoddisfatta della sua vita di provincia raggiunge una crisi di nervi quando il suo ragazzo Rick Becker, diventa improvvisamente il suo capo ufficio e decide di lasciarla dopo tre anni di convivenza.
Dopo aver pianificato la rapina alla banca ed essere penetrata di notte nell'edificio, scopre suo malgrado di non essere la sola ad avere avuto la stessa idea. Con lei c'è anche Stuart, stanco e annoiato della solita vita, vuole rapinare il caveau della banca per racimolare una bella somma di denaro per una bella vacanza a Las Vegas con suo fratello Max.
Stuart, stanco e annoiato della solita vita, progetta di prendere in prestito dalla cassaforte i soldi per il Weekend e andarli a puntare tutti sul Nero alla roulette in un casinò di Las Vegas, e restituire il maltolto al ritorno lunedì, trattenendo la vincita. Jason invece vuole svuotare la cassetta di sicurezza dello svitato riccone del paese Charles Merchant ma non sa che Shmally, una giovane impiegata in un negozio di abbigliamento ha le stesse intenzioni per vendicarsi dell'uomo.